# 星野美代子
星野 美代子（ほしの みよこ、1950年10月18日 - ）は、京都府京都市出身の元女子プロレスラー。本名・中山（旧姓・山本） 美登里。全日本女子プロレス黎明期を代表する選手のひとりで、WWWAシングル・タッグ王座に君臨した。娘である中山香里もプロレスラーとして活躍し、母娘レスラーとして知られる。夫は全女営業部長だった中山淳一。

## 経歴
1969年4月1日にデビュー。
1971年10月30日、ジャンボ宮本と組み、WWWA世界タッグ王座に君臨。
1972年7月26日、サラ・リーが持つWWWA世界シングル王座に挑戦し奪取に成功。
一方でペギー黒田とのタッグでもWWWA王座に君臨した。
1973年9月11日、宮本とのWWWA史上初の日本人対決で敗れ、12月10日、結婚のため引退。

## 得意技
- ドロップキック
- 足4の字固め

## タイトル
- AGWAインターナショナルタッグ王座
- WWWA世界タッグ王座
- WWWA世界シングル王座

## 参考出典
- 週刊プロレス「全日本女子プロレスレスラーカタログ100」6月22日号